# 호실로트 파르하르
호실로트 파르하르(타지크어: Ҳосилот Фархор, 영어: Khosilot Farkhor)는 타지키스탄의 축구 클럽으로, 파르하르를 연고로 하고 있다.

## 역사

### 구단명
- 1991-1994: 호실로트 파르하르
- 1995-1997: FC 파르하르
- 2003: SKA-하틀론 파르하르
- 2004-2005: FC 파르하르
- 2010-현재: 호실로트 파르하르

## 우승 경력
- 타지크 수퍼컵

● 우승 (1): 2017

## 선수 명단

### 현역
- 파툴로 보보에브(2016 ~ 2017, 2023 ~ )
- 아리에이 로저
- 프로스퍼 그베쿠
- 압두자보르 압두알림조다